# 佐藤昌幸
佐藤 昌幸（さとう まさゆき、1975年5月7日 - ）は北海道余市町出身の元スキージャンプ選手。
余市西中学校－余市高校－NTT東日本北海道
母方の伯父に笠谷昌生、笠谷幸生がいる。
船木和喜とは同学年で小学生のころからライバルであった。高校時代はインターハイ2連覇など船木よりも注目されていたが社会人では差をつけられた。

## 日本国内での主な競技成績
- 1993.02.04(木) 第42回全国高校スキー大会 優勝
- 1993.12.18(土) 第24回名寄ピヤシリジャンプ大会 少年の部優勝
- 1993.12.19(日) 第9回吉田杯ジャンプ大会 少年の部優勝
- 1994.01.09(日) 第35回雪印杯全日本ジャンプ大会 少年の部優勝
- 1994.01.19(水) 第46回北海道高等学校スキー大会
- 1994.02.09(水) 第43回全国高校スキー大会 優勝
- 1996.01.23(火) 第51回北海道スキー選手権大会 成年の部優勝
- 1996.03.08(金) 第67回宮様スキー大会国際競技会（ノーマルヒル） 成年の部優勝
- 1996.03.17(日) 第30回雪印杯全日本ジャンプ旭川大会 成年の部優勝
- 1998.01.21(水) 第53回北海道スキー選手権大会兼国体北海道予選 成年Ａ優勝
- 1998.03.12(木) 第10回国際蔵王ジャンプ大会NHK杯 兼コンチネンタルカップ 優勝